# ترونگی
ترونگی (به فرانسوی: Trungy) یک کمون در فرانسه است که در Canton of Balleroy واقع شده‌است.

## خصوصیات
ترونگی ۷٫۰۷ کیلومترمربع مساحت و ۲۱۲ نفر جمعیت دارد و ۷۸ متر بالاتر از سطح دریا واقع شده‌است.